# The Birthday Party (The Birthday Party)
The Birthday Party è un album in studio del gruppo rock australiano The Boys Next Door, poi richiamato The Birthday Party. Il disco è uscito nel 1980.

## Tracce
Testi e musiche di Nick Cave, eccetto dove indicato.
1. Mr. Clarinet
2. Hats on Wrong
3. The Hair Shirt
4. Guilt Parade (Rowland S. Howard)
5. Riddle House (Rowland S. Howard)
6. The Friend Catcher
7. Waving My Arms
8. The Red Clock (Rowland S. Howard)
9. Cat Man (Tex Davis, Gene Vincent)
10. Happy Birthday (Nick Cave, Rowland S.Howard, Mick Harvey)